# Santamenes peregrinus
Santamenes peregrinus är en stekelart som först beskrevs av Edoardo Zavattari 1912.
Santamenes peregrinus ingår i släktet Santamenes och familjen Eumenidae. Inga underarter finns listade i Catalogue of Life.